# Ле-Тей-Бокаж
Ле-Тей-Бока́ж (фр. Le Theil-Bocage) — коммуна во Франции, находится в регионе Нижняя Нормандия. Департамент коммуны — Кальвадос. Входит в состав кантона Васси. Округ коммуны — Вир.
Код INSEE коммуны — 14686.

## Население
Население коммуны на 2010 год составляло 244 человека.
| 1962 | 1968 | 1975 | 1982 | 1990 | 1999 | 2010 |
| ---- | ---- | ---- | ---- | ---- | ---- | ---- |
| 300  | 290  | 250  | 240  | 213  | 239  | 244  |

## Экономика
В 2010 году среди 143 человек трудоспособного возраста (15—64 лет) 105 были экономически активными, 38 — неактивными (показатель активности — 73,4 %, в 1999 году было 79,4 %). Из 105 активных жителей работали 92 человека (48 мужчин и 44 женщины), безработных было 13 (6 мужчин и 7 женщин). Среди 38 неактивных 4 человека были учениками или студентами, 26 — пенсионерами, 8 были неактивными по другим причинам.